# Place de l'Alma
La place de l’Alma est une place des 8e et 16e arrondissements de Paris.

## Situation et accès

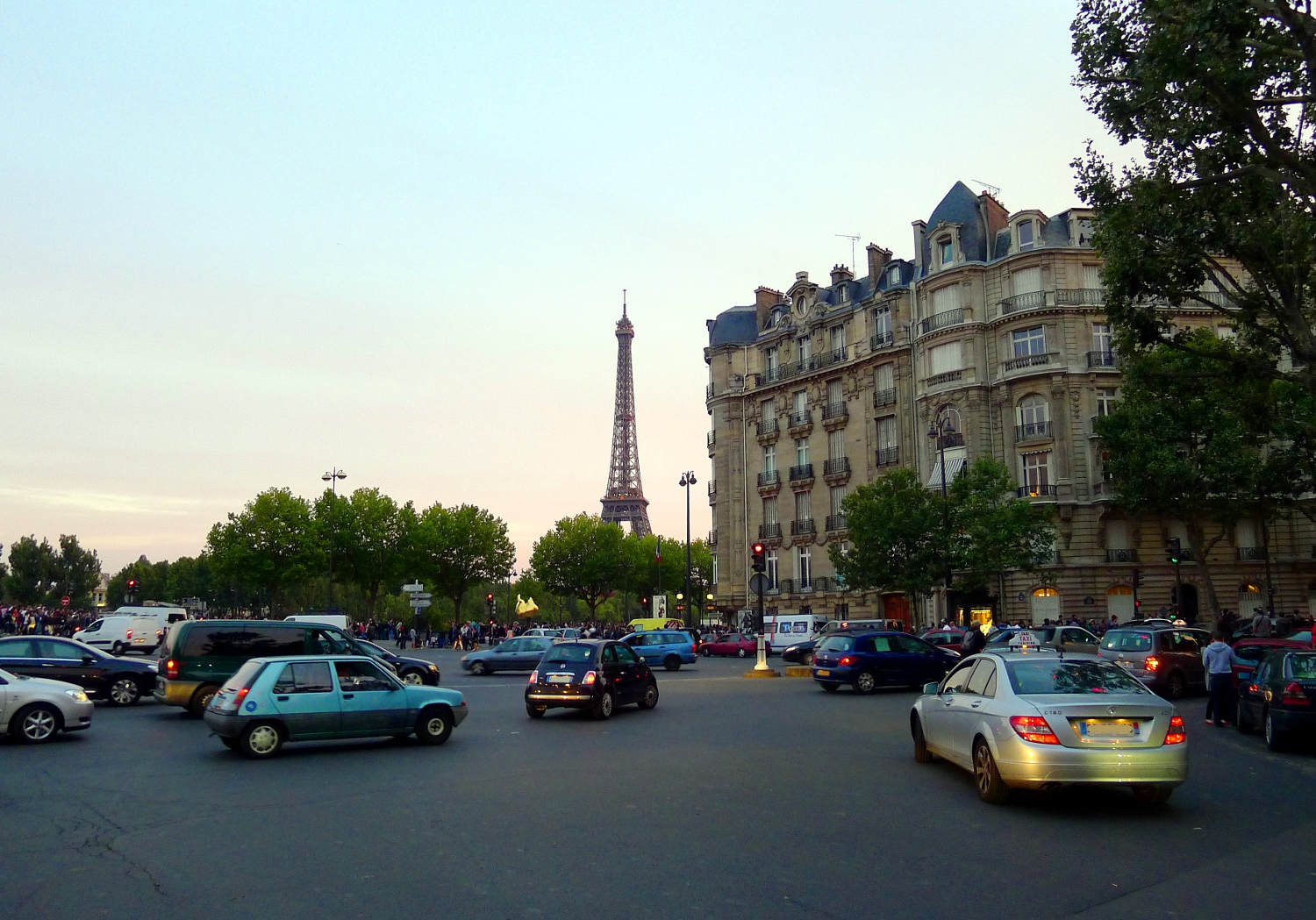
La circulation sur la place en 2011.

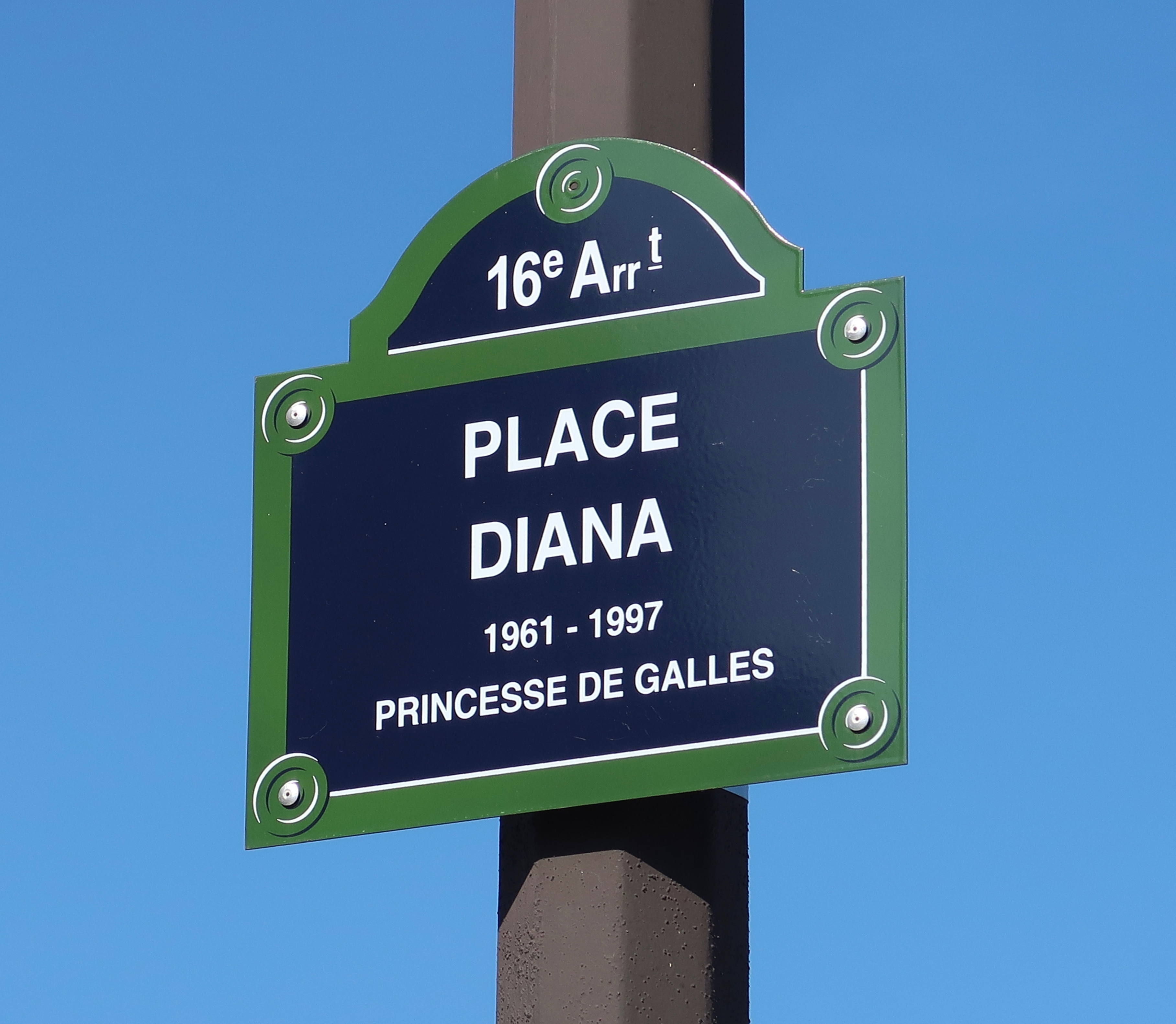
Place Diana (2018), côté 16e arrondissement de la place de l'Alma.

Il s'agit d'une place-carrefour d'environ 7500 m² où la quasi intégralité de l'espace est destiné à la circulation routière, les espaces piétons sont uniquement constitués des trottoirs aux périphéries de la place.
Longue d'environ 110 mètres, elle est située à la rencontre des avenues de New-York, du Président-Wilson, George-V, Montaigne et du cours Albert-Ier.
Elle borde la place de la Reine-Astrid à l'est et la place Diana à l'ouest.
Ce site est desservi par la station de métro Alma - Marceau (sur la ligne 9) et la gare RER du Pont de l'Alma (sur la ligne C).

## Origine du nom

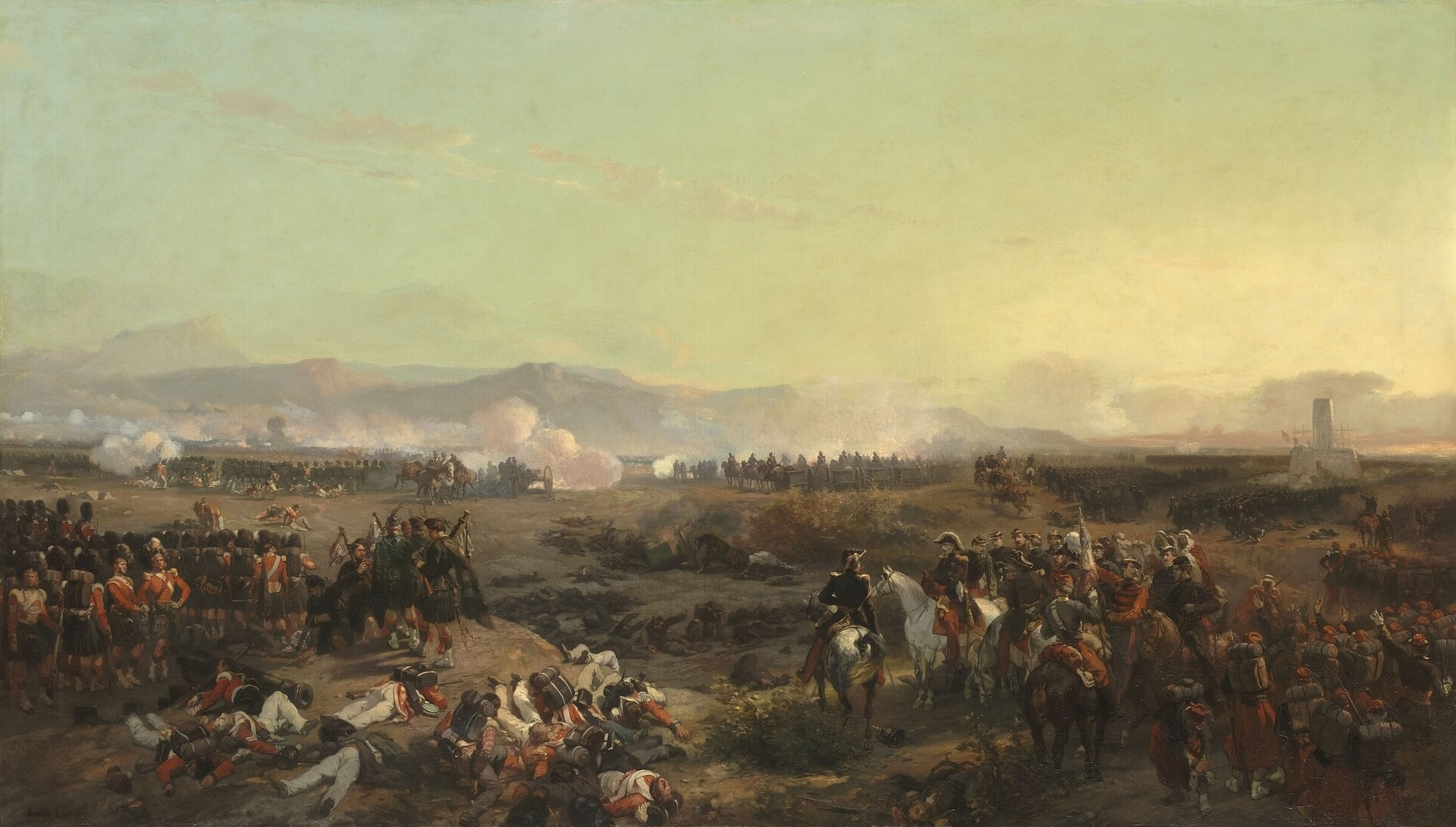
La bataille de l’Alma (collections du château de Versailles).

Elle tient son nom de son voisinage avec le pont de l'Alma, qui commémore la bataille de l'Alma (1854) pendant la guerre de Crimée.

## Historique

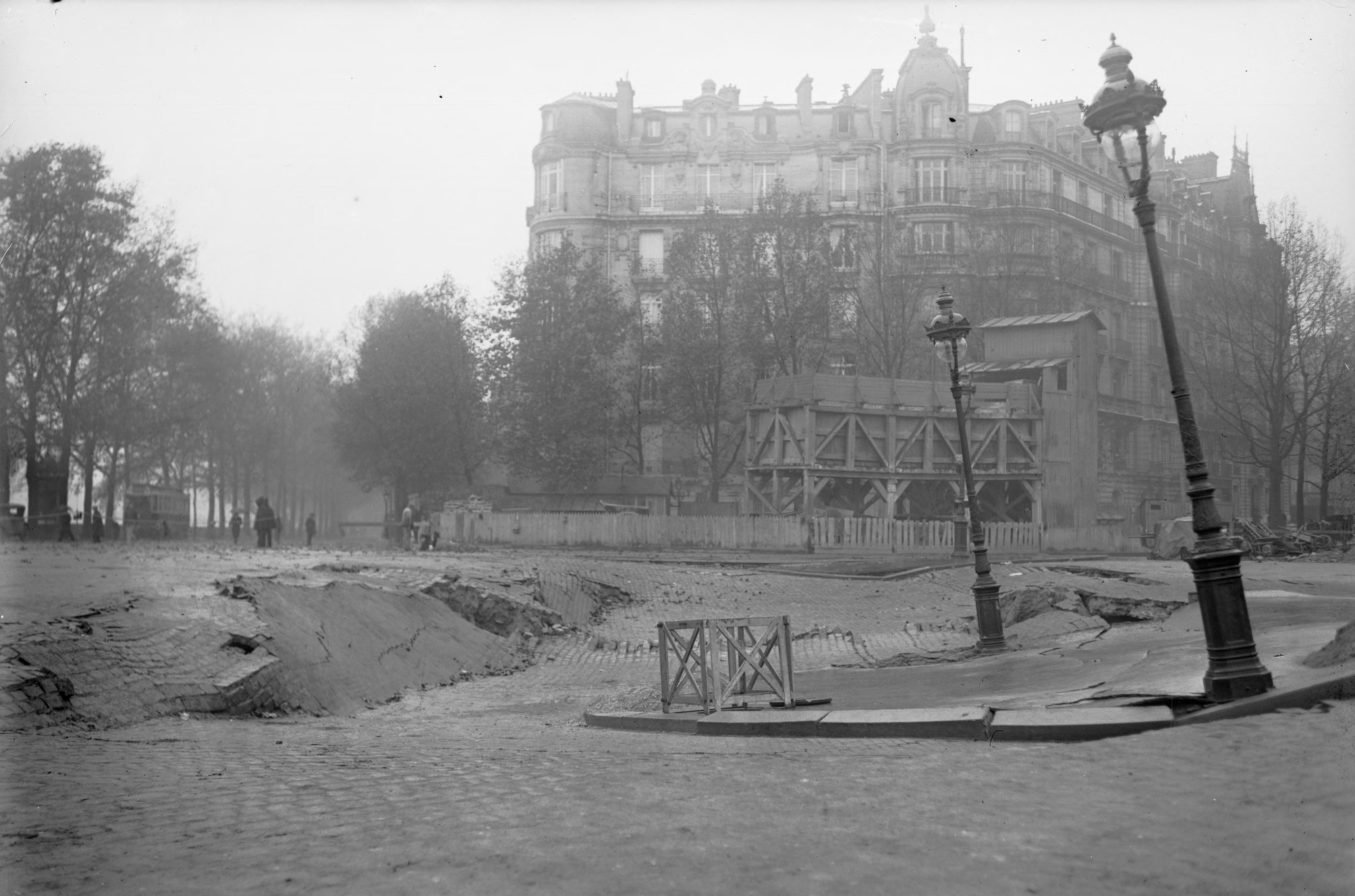
Accident en 1915 : affaissement du sol à la suite des travaux d'aménagement de la ligne de métro.

La place est créée par le décret du 6 mars 1858 et alignée, entre les avenues de New-York et du Président-Wilson, par un décret du 9 mars 1897.
Le 8 novembre 1915, la place s'affaisse, jusqu'à un mètre, sans faire de victime. Le mouvement de sol est dû aux travaux de percement de la ligne 9 du métro dont la galerie a été inondée,.
Le 7 août 1918, durant la Première Guerre mondiale, un obus lancé par la Grosse Bertha explose place de l'Alma.

## Bâtiments remarquables et lieux de mémoire
La place est célèbre pour sa Flamme de la Liberté, réplique de la flamme de la statue de la Liberté. Cette flamme, offerte par le Herald Tribune en 1989, est installée entre la place et le début du pont, au surplomb du tunnel où la princesse Diana a trouvé la mort le 31 août 1997 dans un accident de voiture. Elle sert depuis de monument au souvenir pour beaucoup d'admirateurs de la princesse. Cette partie de la place est officiellement dénommée place Diana depuis 2018.
- No 1 : immeuble d’environ 500 m2 sur six étages appartenant, en quasi-totalité, à la femme politique Caroline Cayeux, ancienne maire de Beauvais, ministre déléguée chargée des Collectivités territoriales démissionnaire[5].
- No 3 : à l'angle de l'avenue du Président-Wilson se trouvait le café le Yacht Club français, que tenait le photographe Eugène Druet et qu'il abandonna en 1903 pour ouvrir une galerie d'art au 114, rue du Faubourg-Saint-Honoré.
- Le Monument à Mickiewicz d'Antoine Bourdelle est initialement installé au centre de la place en 1929. En raison de problèmes liés à la circulation automobile, il est déplacé plus à l'est, cours Albert-Ier, en 1956[6].

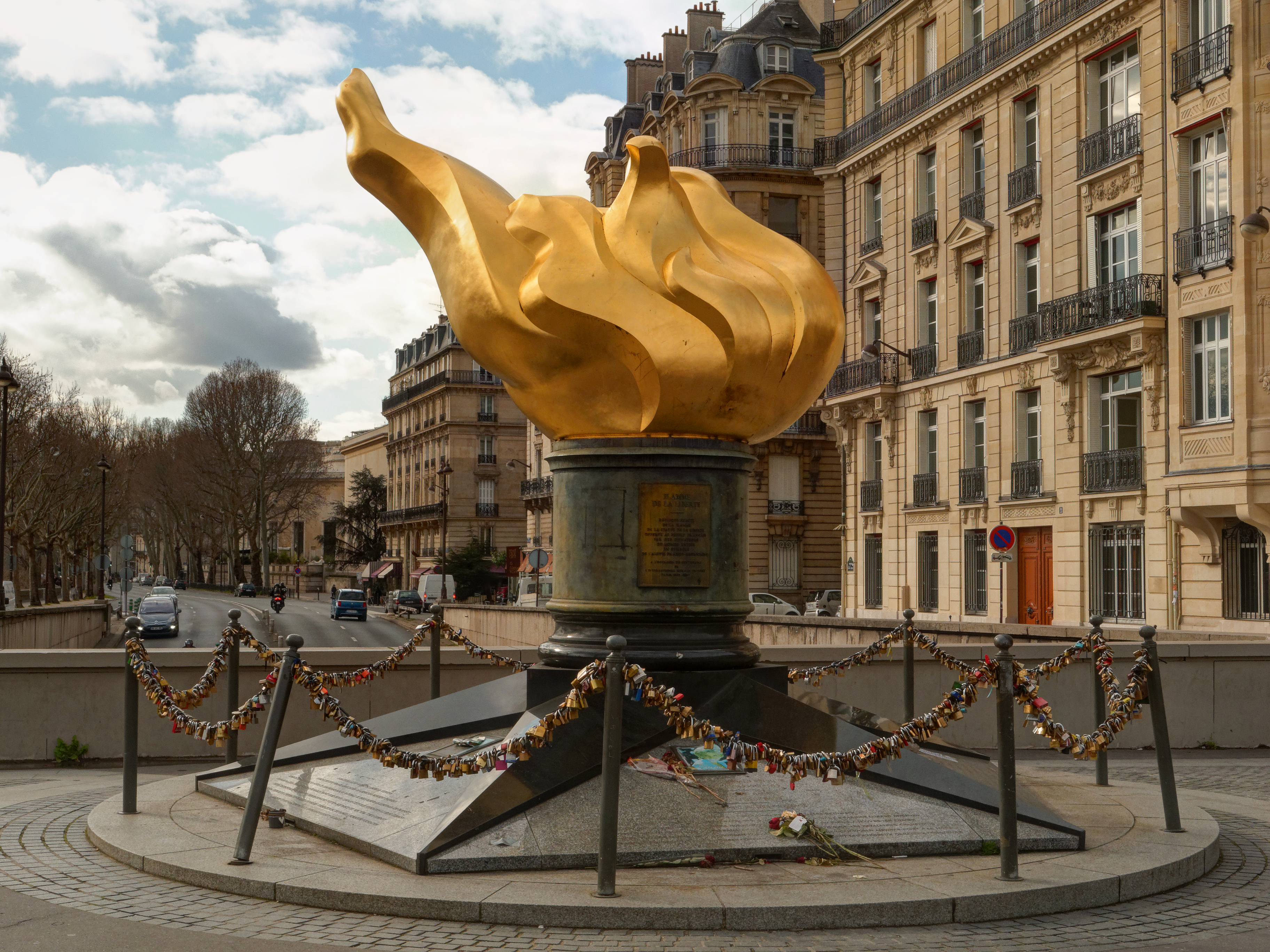
Flamme de la Liberté, place Diana.
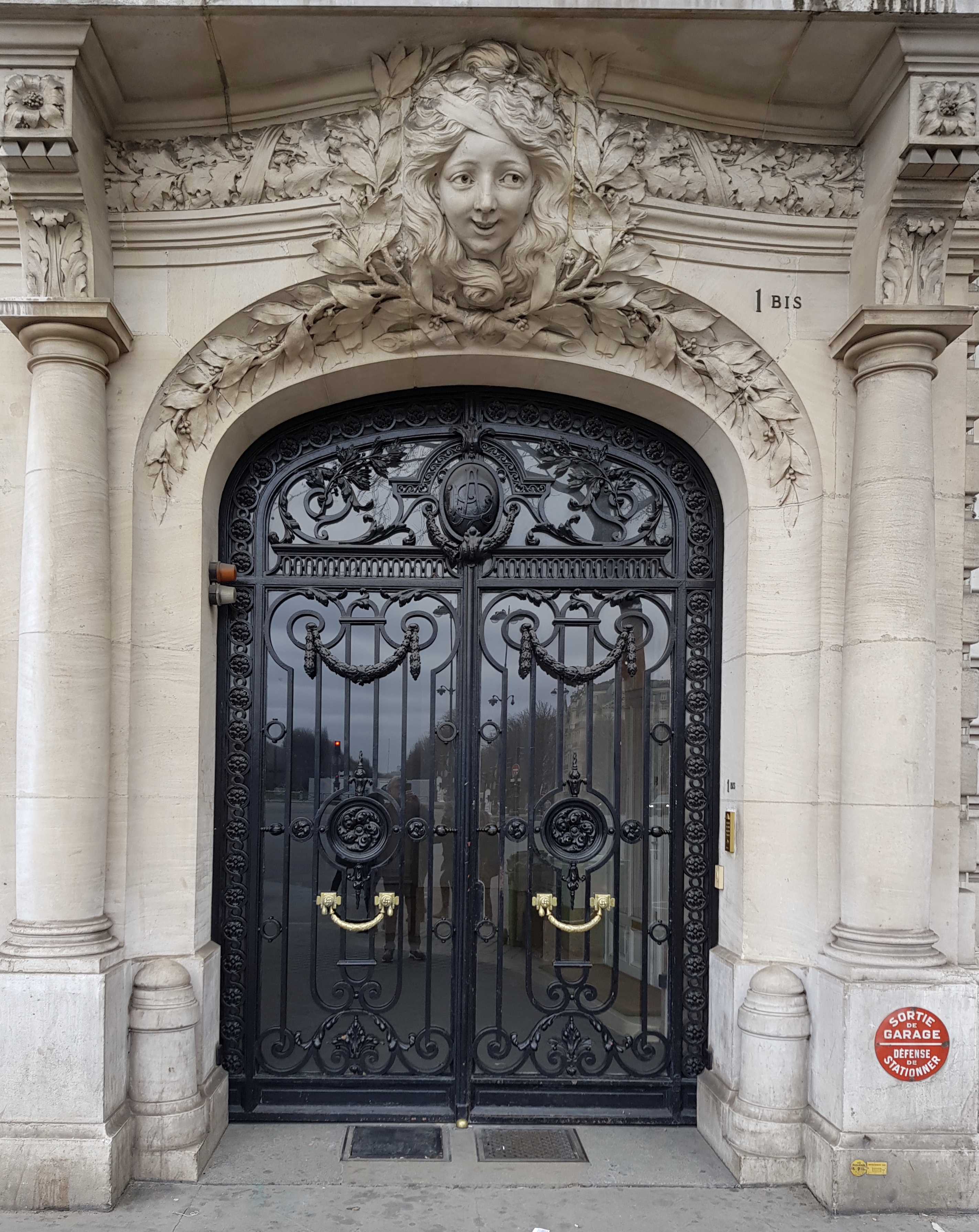
No 1 bis : entrée.

## Dans la littérature
- Une scène d'embouteillage place de l'Alma est racontée dans le roman Les Sultans (1964) de Christine de Rivoyre[7].
- Dans la première scène du film Les Petits mouchoirs (2010) de Guillaume Canet, Ludo, le personnage interprété par Jean Dujardin, quitte la discothèque Le Baron et traverse la place de l'Alma en scooter, direction avenue Rapp.